# 胡续冬
胡续冬（1974年10月30日—2021年8月22日），本名胡旭东，中国现代诗人。是1970年代出生诗人的代表性人物，先后为《新京报》、《世界博览》、《第一财经日报》、《中国民航》等报刊的专栏作家。

## 生平
1974年出生于四川合川（今属重庆），1981年迁居湖北十堰，毕业于十堰市第一中学，1991年考入北京大学，先后获得文学学士、比较文学与世界文学硕士、中国现当代文学博士学位，本科期间曾经担任北京大学五四文学社社长。2002年博士毕业后留校任教，先后担任北京大学外国语学院讲师、副教授。2003年底至2005年初曾在巴西利亚大学任访问讲师，2008年秋天曾参与美国爱荷华大学国际写作计划。2010年春在台湾中央大学客座任教。
2021年8月因病逝世。

## 著作

### 诗集
- 《风之乳》
- 《日历之力》 作家出版社（2007）
- 《旅行/诗》海南出版社 (2010)
- 《白猫脱脱迷失》山东文艺出版社（2016）
- 《一个捡鲨鱼牙齿的男人》北京联合出版公司 / 雅众文化（2023）

### 散文集
- 《思想的碎片》长江文艺出版社 （2001）
- 《浮生胡言》中国工人出版社 (2006)
- 《胡吃乱想》法律出版社 (2011)
- 《去他的巴西》南京大学出版社 (2012)
- 《去您的巴西》上海人民出版社（2024）

## 荣誉
曾经获得刘丽安诗歌奖、柔刚诗歌奖、“明天·额尔古纳”中国诗歌双年奖。